# جغرافیای ایالات متحده آمریکا

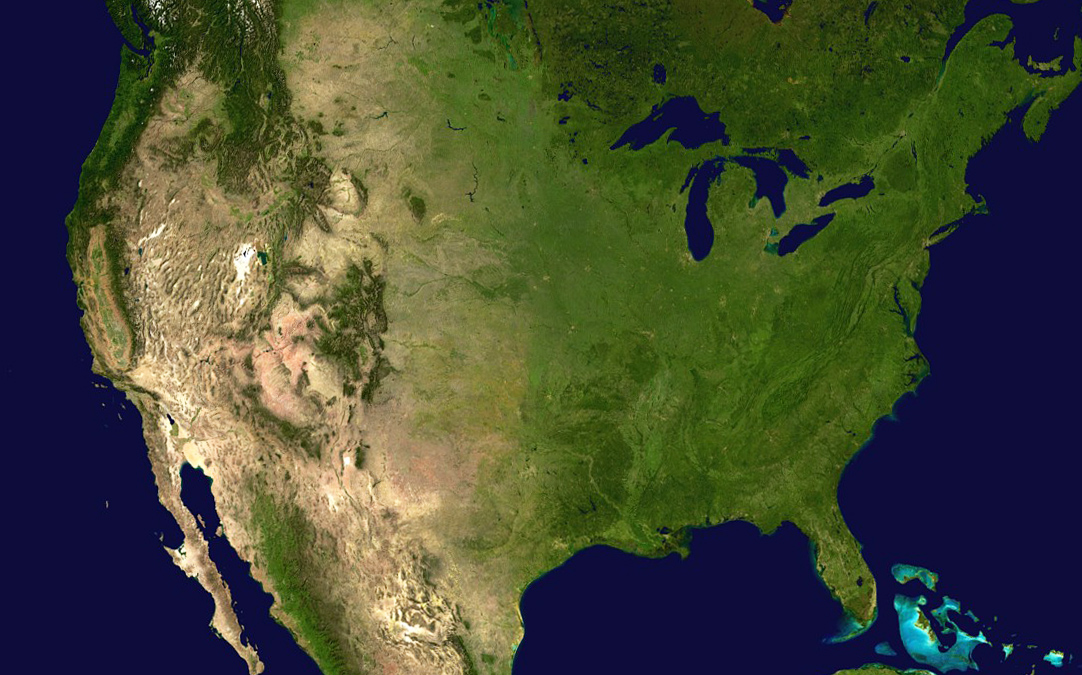
تصویر ماهواره از ایالات متحده. پوشش گیاهی و مراتع در شرق، جنگل‌های شمالی و رشته کوه‌های راکی در غرب وبیابان در جنوب غربی. در شمال شرق، دریاچه‌های بزرگ و اقیانوس اطلس نشان داده شده است.

'ایالات متّحدهٔ آمریکا (به انگلیسی: The United States of America و به اختصار: USA) کشوری در آمریکای شمالی، و به پایتختی شهر واشینگتن دی‌سی است. آمریکا سومین کشور پرجمعیت دنیا و سومین کشور پهناور جهان است، و از لحاظ نژادی و گوناگونی مردم، متنوع‌ترین کشور جهان شناخته می‌شود کشور آمریکا از شرق با اقیانوس اطلس، در غرب با اقیانوس آرام، از شمال با کشور کانادا، و از جنوب با مکزیک همسایه است. این کشور از راه پایگاه دریایی گوانتانامو نیز مرز مشترک اندکی با کوبا دارد. آمریکا همچنین از طریق آلاسکا با روسیه مرز آبی دارد. به علاوه، مجموعه‌ای از جزیره‌ها، ناحیه‌ها، و مناطق متعلق به آمریکا در سراسر جهان پراکنده‌اند.

## جغرافیای طبیعی

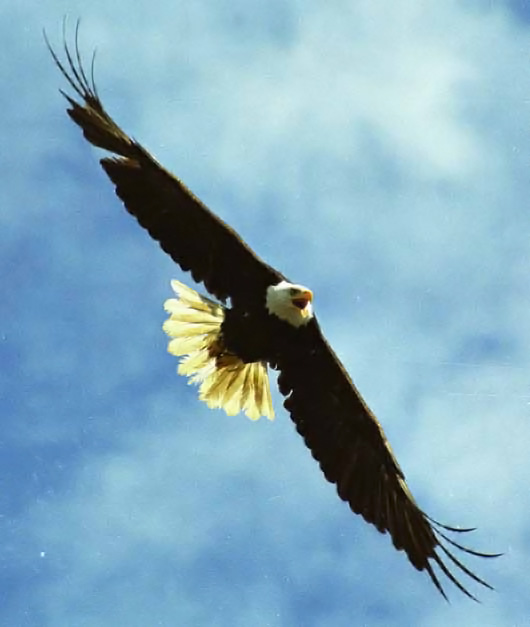
عقاب سرسفید پرنده ملی آمریکا از سال ۱۷۸۲ میلادی

ایالات متحدهٔ آمریکا در نیمکرهٔ غربی زمین، و در شمال قارهٔ آمریکا واقع است. این کشور از ۴۸ ایالت همجوار، و دو ایالت جدا از دیگران (شبه جزیره آلاسکا در شمال غرب قارهٔ آمریکا و مجمع‌الجزایر هاوایی در اقیانوس آرام) تشکیل شده است. همچنین، در دو منطقهٔ حوزهٔ دریای کارائیب، و نیز بخش‌هایی از اقیانوس آرام، جزایر کوچک و پراکنده‌ای وجود دارند که قلمرو آمریکا محسوب می‌شوند، ولی به گونه‌ای خودگردان اداره می‌شوند (مانند پورتو ریکو).
آلاسکا بزرگ‌ترین و رودآیلند کوچک‌ترین ایالت در آمریکا می‌باشند.

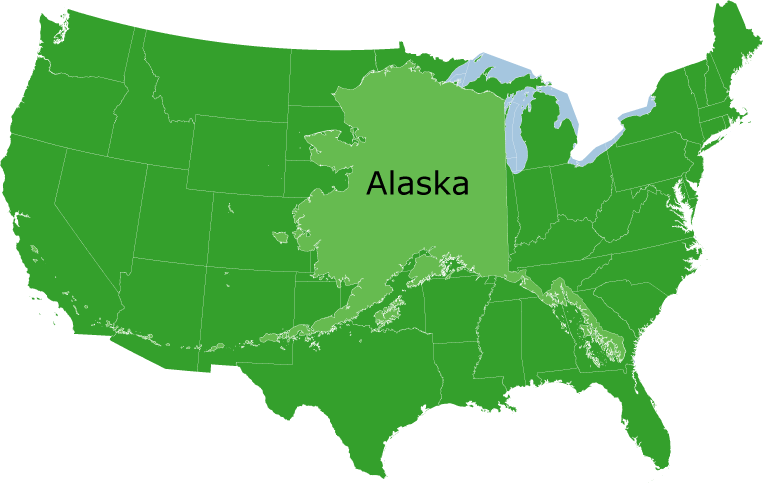
مقایسه وسعت آلاسکا بزرگ‌ترین ایالت آمریکا با وسعت ۴۸ ایالت این کشور (به جز هاوایی و آلاسکا).

قسمتی از رشته کوه‌های راکی در غرب آمریکا قرار گرفته است که بزرگ‌ترین قله آن در ایالت کلرادو قرار دارد. مرتفع‌ترین نقطه در آمریکا قله کوه مک کینلی (۶۱۹۴ متر) در آلاسکا می‌باشد. در ۴۸ ایالت پایین نیز مرتفع‌ترین قله بر فراز کوه ویتنی (۴۴۲۱ متر) در کالیفرنیا قرار دارد. رودخانه میسیسیپی بزرگ‌ترین و مهم‌ترین رودخانه آمریکای شمالی و چهارمین رودخانه طولانی جهان در آمریکا قرار دارد. این رودخانه که به رودخانه میسوری می‌پیوندد، نقش تجاری و اقتصادی مهمی برای آمریکادارد. قسمتی از آبشار نیاگارا در مرز بین آمریکا و کانادا قرار دارد و ازجاذبه‌های طبیعی توریستی در آمریکا به‌شمار می‌رود.

### وسعت آمریکا

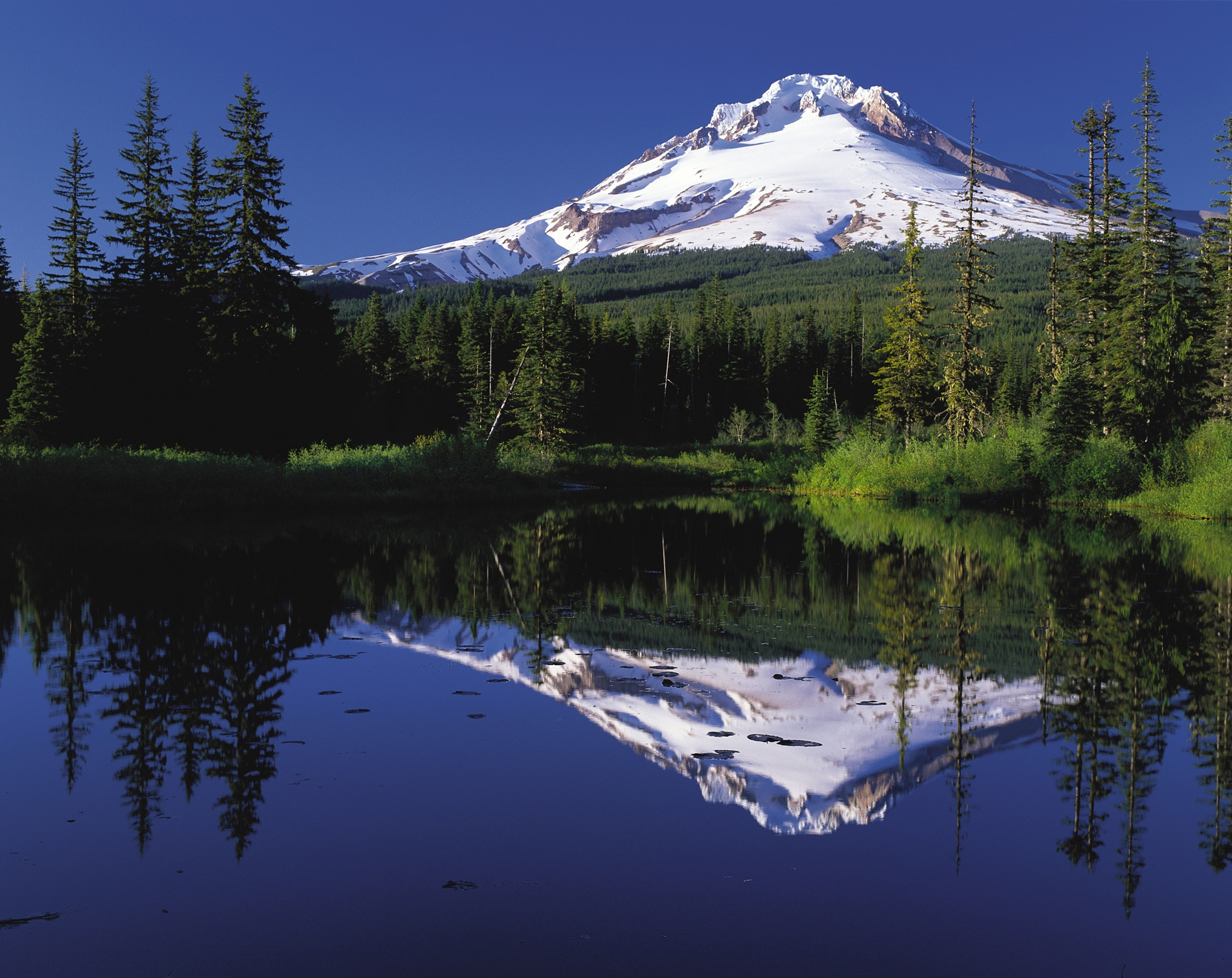
کوه هود و دریاچه تریلیوم در ایالت ارگن

از نظر کل وسعت آب و خاک، آمریکا بعد از روسیه و کانادا، سومین کشور پهناور جهان است. به‌طور تقریبی، کشور آمریکا، شش برابر بزرگ‌تر از ایران، ۲۵ درصد بزرگ‌تر از استرالیا، ۳۵ برابر بزرگ‌تر از انگلستان، ۱۴ برابر بزرگ‌تر از فرانسه، و نصف روسیه است.
همچنین این کشور، کمتر از یک سوم قارهٔ آفریقا، نصف آمریکای جنوبی، اندکی بزرگ‌تر از برزیل، ۳۰۰ برابر بزرگ‌تر از کشور هائیتی، و دو و نیم برابر بزرگ‌تر از مجموع کشورهای اروپای غربی است.

### مختصات و موقعیت جغرافیایی آمریکا
ایالات متحدهٔ آمریکا از شمال با کشور کانادا، و در جنوب با کشور مکزیک مرز خاکی دارد. این کشور در شمال غرب قارهٔ آمریکا و سواحل آلاسکا نیز با روسیه مرزهای مشترک آبی دارد. ۴۸ ایالت به هم پیوسته که خاک اصلی آمریکا را تشکیل می‌دهند، از شرق و جنوب شرقی به اقیانوس اطلس و خلیج مکزیک، و از غرب به اقیانوس آرام منتهی می‌شوند. ایالت آلاسکا نیز از شمال به اقیانوس منجمد شمالی، از غرب به تنگهٔ برینگ، و از جنوب غربی به اقیانوس آرام ختم می‌شود. مجمع‌الجزایر هاوایی هم در جنوب غرب خاک اصلی آمریکا و در اقیانوس آرام واقع شده‌اند.
مناطق جغرافیایی و فرهنگی ایالات متحدهٔ آمریکا عبارت‌اند از: نیوانگلند، ایالت‌های ساحلی اقیانوس اطلس، ایالت‌های جنوب، ایالت‌های غرب میانه (میدوست)، ایالت‌های جنوب غربی آمریکا و ایالت‌های غرب.
کشور ایالات متحدهٔ آمریکا در مجموع ۹٬۸۲۶٬۶۳۰ کیلومتر مربع وسعت دارد که البته ۴۷۰ هزار کیلومتر آن را جزایر پراکنده و تحت قلمرو آمریکا در اقیانوس آرام و دریای کارائیب تشکیل می‌دهند.

### محیط زیست

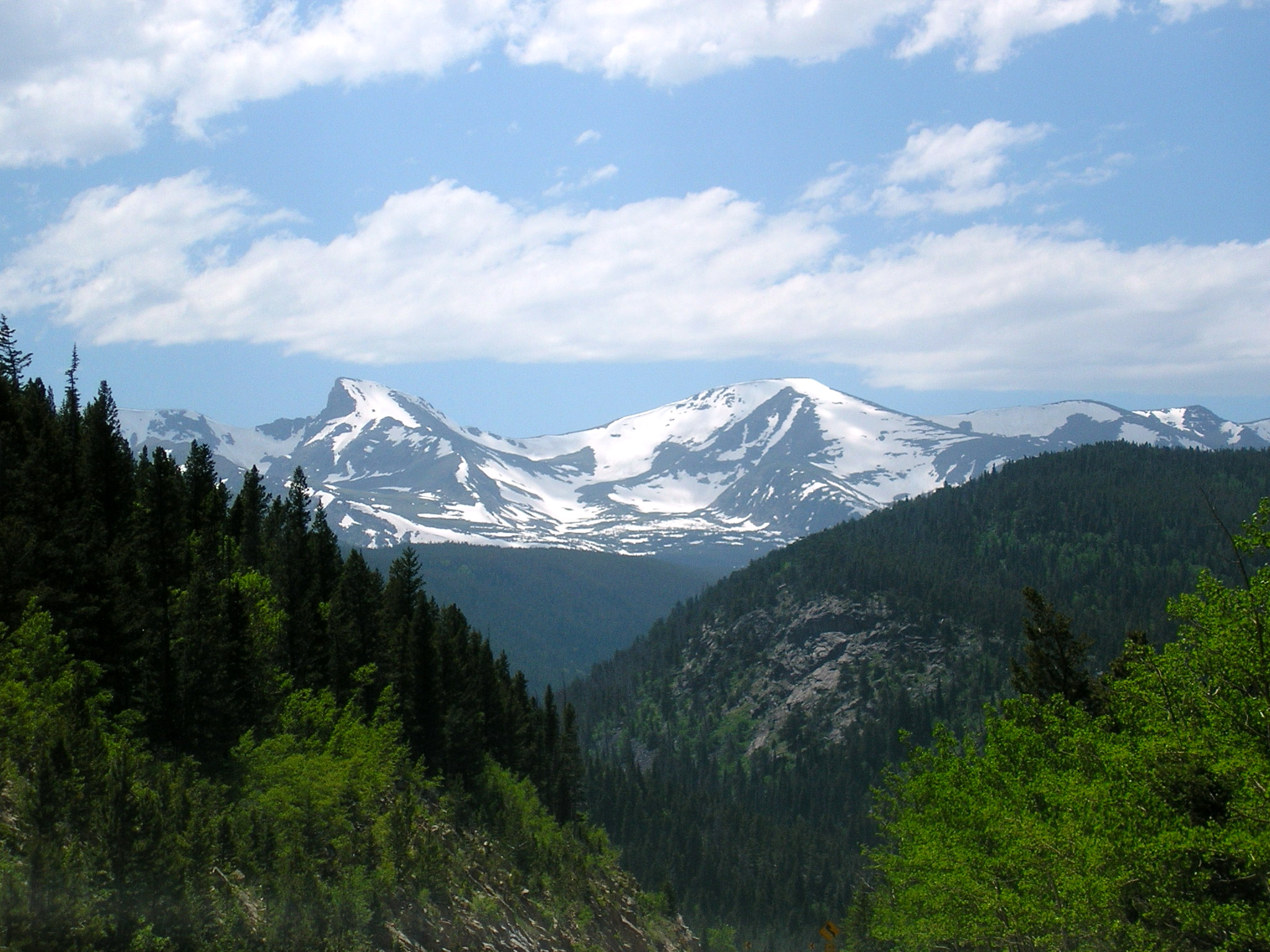
کوه‌های کلرادوی آمریکا

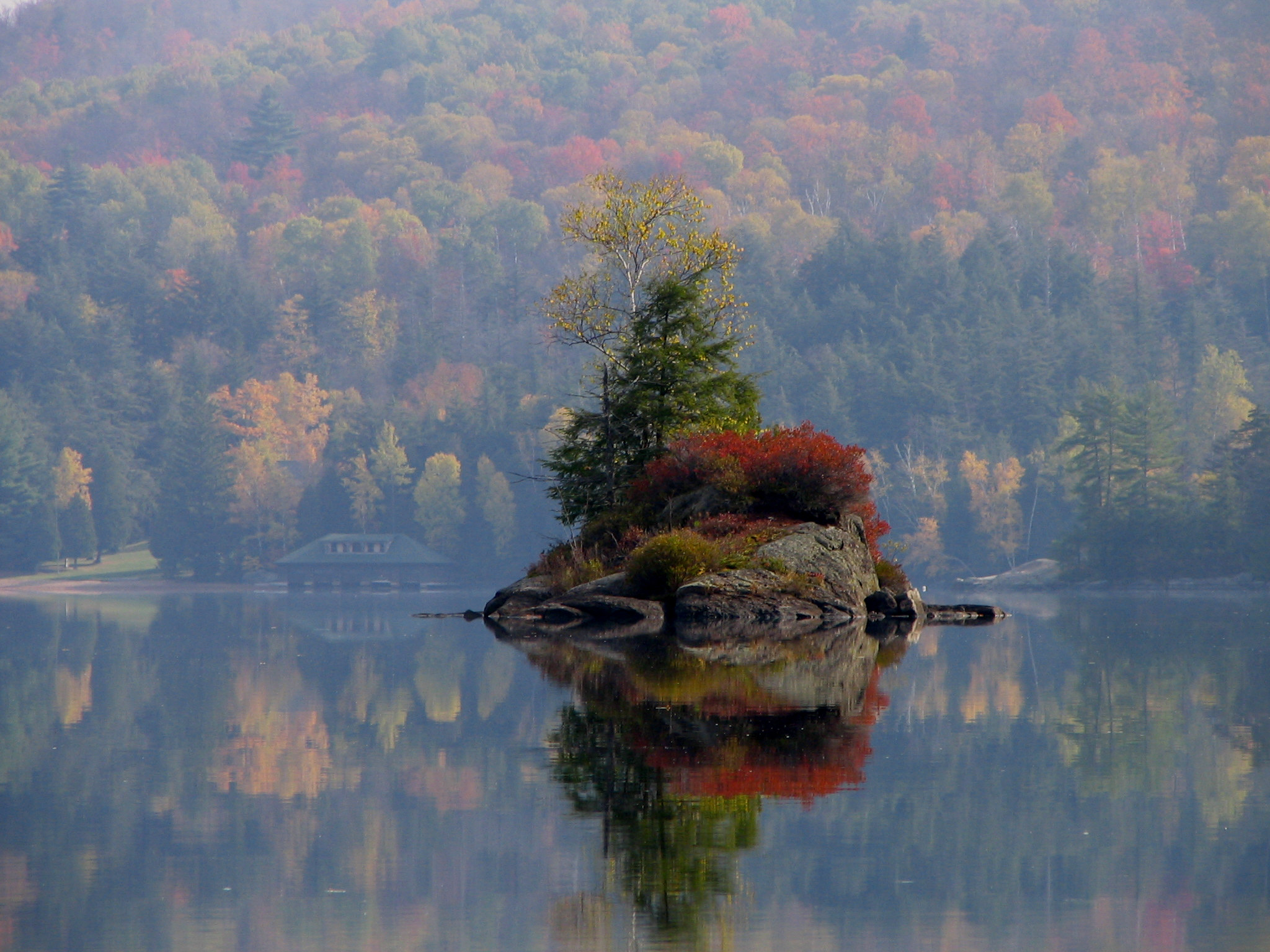
یک جزیره کوچک در یک برکه در ایالت نیویورک

محیط زیست ایالات متحده آمریکا دارای تنوّع و طیف وسیعی از آب و هوا و گونه‌های جاندار است که ناشی از وسعت پهناور کشور آمریکا است.

#### گونه‌ها
وسعت محیط زیست طبیعی در ایلات متحده که شامل مناطق استوایی تا منطق سرد شمالی می‌شود موجب گستردگی گونه‌های طبیعی در این کشور شده است. در این کشور تاکنون بیش از ۱۷۰۰۰ هزار گونه گیاهی محلی شناسایی شده است که حدود ۵۰۰۰ گونه از آن متعلق به کالیفرنیا (زیستگاه بزرگ‌ترین، تنومندترین و کهنترین درختان جهان) است. همچنین تا به حال ۴۰۰ گونه پستاندار، ۷۰۰ گونه پرنده، ۵۰۰ گونه خزنده و دوزیست و حدود ۹۰۰۰۰ گونه حشره در این کشور شناسایی شده‌اند. بیشتر گوناگونی طبیعی در ایالات متحده متعلق به مناطق مرطوب مانند زمین‌های باتلاقی فلوریدا تعلق دارد. بسیاری از گونه‌های گیاهان و جانوران در آمریکا پس از ورود اولین انسان‌ها از بین رفتند و بسیاری نیز مانند گاومیش کوهان‌دار آمریکایی یا کرکس کالیفرنیایی پس از ورود اقوام اروپایی به این منطقه تقریباً منقرض شدند.

#### آب و هوا
آب و هوای ایالات متحده در بسیاری مناطق گرم است. در فلوریدا و هاوایی آب و هوا استوایی، در آلاسکا قطبی، در گریت‌پلینز خشک، در سواحل کالیفرنیا مدیترانه‌ای و در گریت‌بیسین بیابانی است. آب و هوای مناسب ایالات متحده برای پرورش انواع مختلفی از محصولات کشاورزی نقش مؤثری در مطرح کردن این کشور به عنوان یک قدرت داشته است.
با پایان جنگ جهانی دوم ایالت‌های غربی آمریکا رشد بالایی را در اقتصاد و جمعیت تجربه کردند و همین امر سبب تغییر کاربری منابع آب و انرژی این مناطق از مصرف در کاربردهای زراعی به سمت مصرف در مناطق تجمع جمعیت و صنایع شد. به عقیده مرکز منابع آب ایالت کالیفرنیا در صورتی که تا سال ۲۰۲۰ منابع بیشتری برای تأمین آب این منطقه پیدا نشود این ایالت با کمبود آبی به اندازه مصرف امروزی آب خود مواجه خواهد شد.

## جغرافیای انسانی

نقشهٔ پراکندگی مردمی آمریکا از نظر نژاد و نسب قومی (همه‌پرسی رسمی سال ۲۰۰۰)

جمعیت ایالات متحده آمریکا بر پایه برآورد سال ۲۰۱۱ ادارهٔ آمار ایالات متحده آمریکا در حدود ۳۱۴٬۷۲۴٬۰۰۰ نفر تخمین زده شده است.
نرخ کلی باروری در ایالات متحده آمریکا بر پایه برآورد سال ۲۰۱۱ در حدود ۱٫۸۹ فرزند برای هر زن است.
بر اساس آمار منتشرهٔ سال ۲۰۰۳، ترکیب نژادی مردم ایالات متحده آمریکا، بدین شرح است:
- سفیدها: ۸۱٪
- سیاهان (آمریکایی‌های آفریقایی‌تبار): ۱۲٫۹٪
- آسیایی‌ها: ۴٫۲٪
- سرخ‌پوستان آمریکایی: ۱٪
- بومیان هاوایی و جزایر پاسفیک: ۰٫۲٪

در این آمار، نژاد اسپانیایی‌تبار (موسوم به هیسپانیک، یا لاتینو) همراه با نژاد سفید محاسبه شده است. بر اساس بررسی سال ۲۰۰۰ مهاجران کشورهای دیگر به ترتیب جمعیت برابر بودند:مکزیک(۱۷۳٬۹۱۹ مهاجر)، چین(۴۵٬۶۵۲)، فیلیپین(۴۲٬۴۷۴)، هند(۴۲٬۰۴۶)، ویتنام(۲۶٬۷۴۷)، السالوادور(۲۲٬۵۷۸)هائیتی(۲۲٬۳۶۴)، کوبا(۲۰٬۸۳۱)، جمهوری دومینکن(۱۷٬۵۳۶)، روسیه(۱۷٬۱۱۰)، جامائیکا(۱۶٬۰۰۰)کانادا(۱۶٬۲۱۰)، کره(۱۵٬۸۳۰)، اوکراین(۱۵٬۸۱۰)، پاکستان(۱۴٬۵۳۵)، کلمبیا(۱۴٬۴۹۸)، بریتانیا(۱۳٬۳۸۵)، بوسنی و هرزگوین(۱۱٬۸۲۸)، گواتمالا(۹٬۹۷۰)، ایران(۸٬۹۱۵ بنگرید به ایرانیان مقیم آمریکا)

## ایالت‌ها
کشور آمریکا ۵۰ ایالت دارد که هر کدام از آن‌ها بنا بر سامانه فدرالی حاکم، دارای سطح بالایی از خودگردانی هستند.
البته ناحیهٔ واشینگتن دی سی جزو هیچ‌یک از ایالات آمریکا نیست و در منطقه خودمختار کلمبیا قرار دارد. ناحیهٔ کلمبیا، در اصل بخشی از ایالت مریلند بود که در سال ۱۷۹۰ برای تأسیس مرکز آمریکا یعنی شهر واشینگتن دی‌سی در نظر گرفته شد.

## شهرهای آمریکا

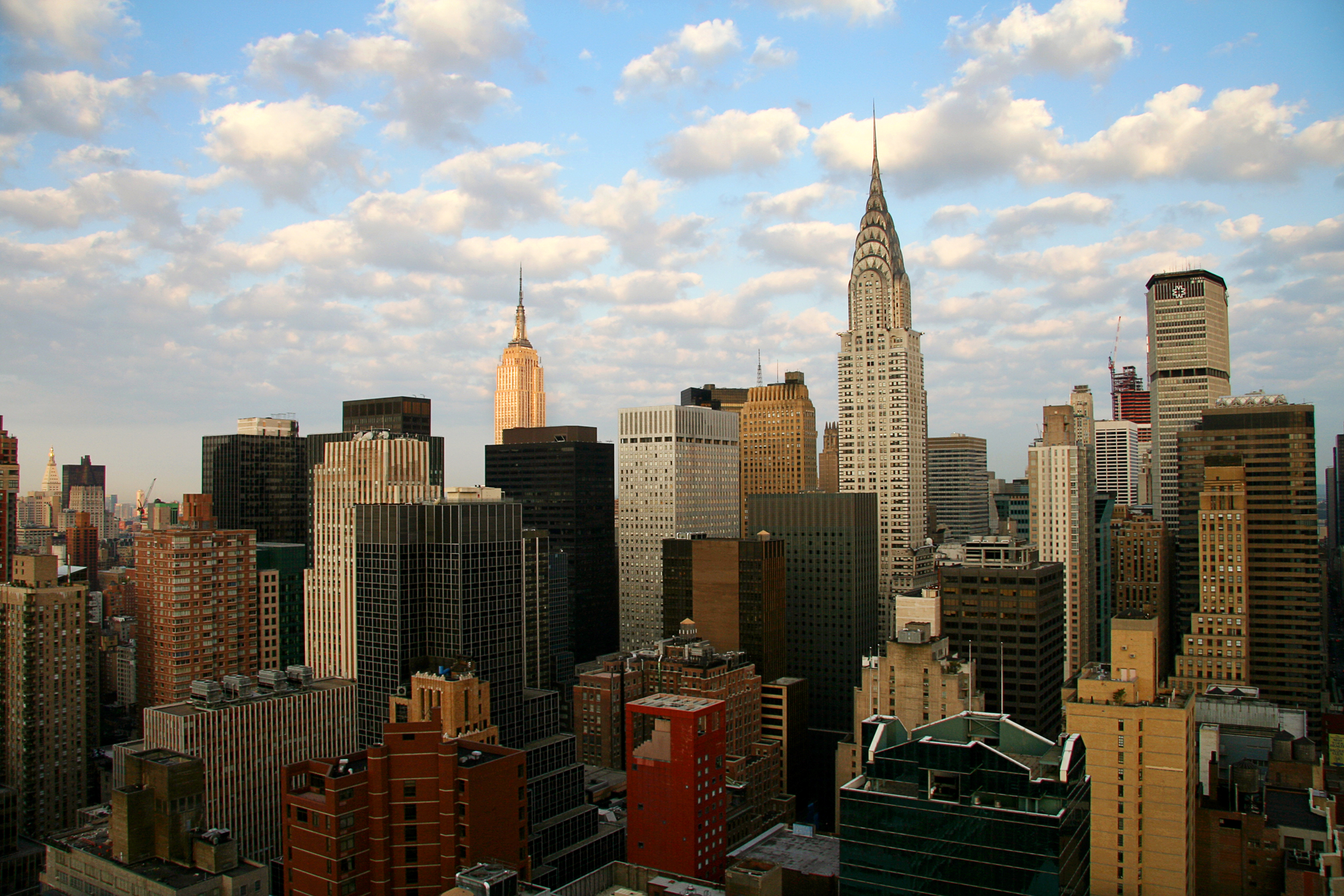
شهر نیویورک، بزرگ‌ترین شهر آمریکا، به «سیب بزرگ» شهرت دارد.

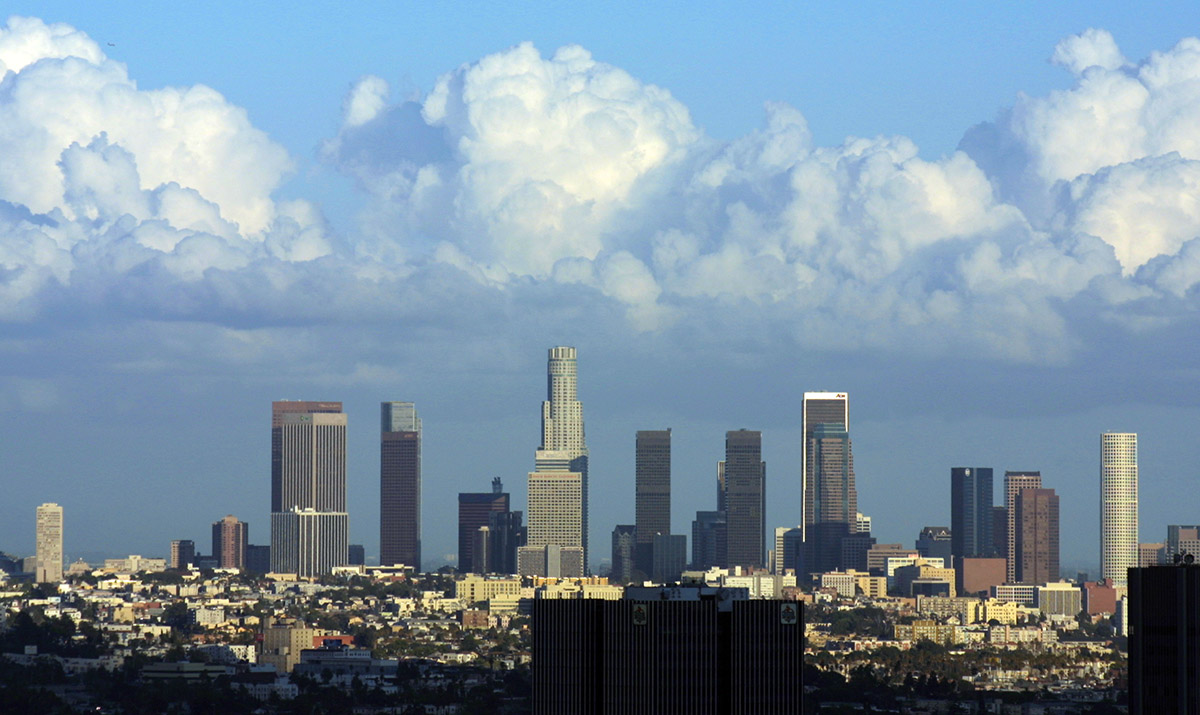
شهر لس‌آنجلس که دومین شهر بزرگ آمریکا به‌شمار می‌آید.

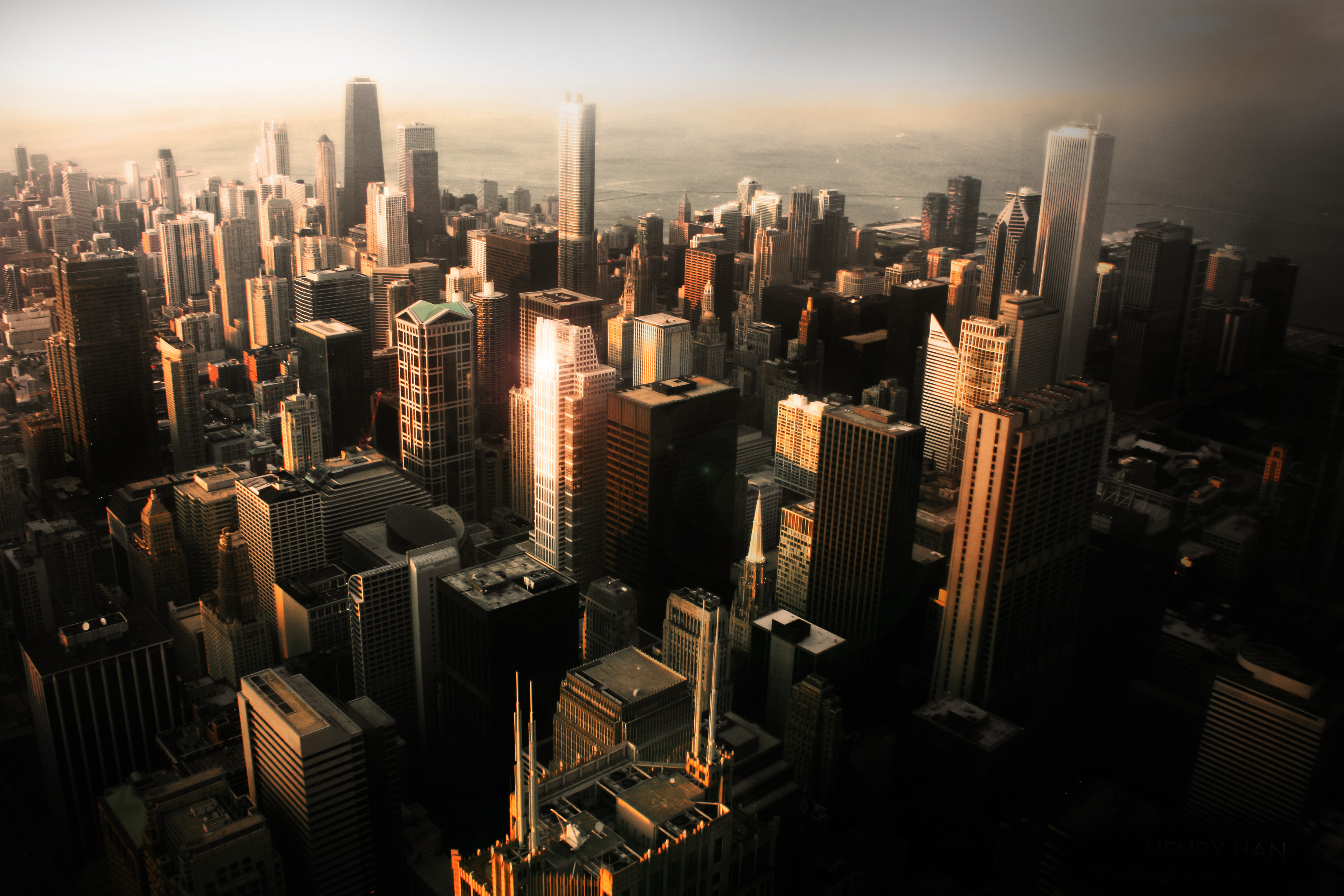
شیکاگو، سومین شهر بزرگ ایالات متحده

| رتبه | شهر       | جمعیت در محدوده شهری (سرشماری ۲۰۱۰) | ایالت      |   |         |           |         |
| ---- | --------- | ----------------------------------- | ---------- | - | ------- | --------- | ------- |
| رتبه | شهر       | جمعیت در محدوده شهری (سرشماری ۲۰۱۰) | ایالت      | ۱ | نیویورک | ۸٬۱۷۵٬۱۳۳ | نیویورک |
| ۲    | لس‌آنجلس   | ۳٬۷۹۲٬۶۲۱                           | کالیفرنیا  |   |         |           |         |
| ۳    | شیکاگو    | ۲٬۶۹۵٬۵۹۸                           | ایلینوی    |   |         |           |         |
| ۴    | هوستون    | ۲٬۰۹۹٬۴۵۱                           | تگزاس      |   |         |           |         |
| ۵    | فیلادلفیا | ۱٬۵۲۶٬۰۰۶                           | پنسیلوانیا |   |         |           |         |
| ۶    | فینیکس    | ۱٬۴۴۵٬۶۳۲                           | آریزونا    |   |         |           |         |
| ۷    | سن‌آنتونیو | ۱٬۳۲۷٬۴۰۷                           | تگزاس      |   |         |           |         |
| ۸    | سن دییگو  | ۱٬۳۰۷٬۴۰۲                           | کالیفرنیا  |   |         |           |         |
| ۹    | دالاس     | ۱٬۱۹۷٬۸۱۶                           | تگزاس      |   |         |           |         |
| ۱۰   | سن خوزه   | ۹۴۵٬۹۴۲                             | کالیفرنیا  |   |         |           |         |

| رتبه | شهر با احتساب حومه              | جمعیت سرشماری ۲۰۱۰ | جمعیت سرشماری ۲۰۱۰                  | ایالت |            |                 |
| ---- | ------------------------------- | ------------------ | ----------------------------------- | ----- | ---------- | --------------- |
| رتبه | شهر با احتساب حومه              | ۱                  | نیویورک-نیوآرک-لانگ آیلند-جرزی سیتی | ایالت | ۱۸٬۸۹۷٬۱۰۹ | نیویورک-نیوجرسی |
| ۲    | لس‌آنجلس بزرگ                    | ۱۲٬۸۲۸٬۸۳۷         | کالیفرنیا                           |       |            |                 |
| ۳    | شیکاگو-گری                      | ۹٬۴۶۱٬۱۰۵          | ایلینوی-ایندیانا                    |       |            |                 |
| ۴    | منطقه دالاس-فورت وورث           | ۶٬۳۷۱٬۷۷۳          | تگزاس                               |       |            |                 |
| ۵    | فیلادلفیا-کمدن-ویلمینگتن        | ۵٬۹۶۵٬۳۴۳          | پنسیلوانیا-نیوجرسی-دلاویر           |       |            |                 |
| ۶    | هیوستون-شوگرلند-گلوستون         | ۵٬۹۴۶٬۸۰۰          | تگزاس                               |       |            |                 |
| ۷    | واشینگتن دی. سی.-آرلینگتن       | ۵٬۵۸۲٬۱۷۰          | ناحیه کلمبیا-مریلند-ویرجینیا        |       |            |                 |
| ۸    | میامی-فورت لادردیل-وست پالم بیچ | ۵٬۵۶۴٬۶۳۵          | فلوریدا                             |       |            |                 |
| ۹    | آتلانتا                         | ۵٬۲۶۸٬۸۶۰          | جرجیا                               |       |            |                 |
| ۱۰   | بوستون                          | ۴٬۵۵۲٬۴۰۲          | ماساچوست                            |       |            |                 |
| ۱۱   | منطقه خلیج سانفرانسیسکو         | ۴٬۳۳۵٬۳۹۱          | کالیفرنیا                           |       |            |                 |
| ۱۲   | دترویت                          | ۴٬۲۹۶٬۲۵۰          | میشیگان                             |       |            |                 |
| ۱۳   | ریورساید-سن برناردینو-انتاریو   | ۴٬۲۲۴٬۸۹۱          | کالیفرنیا                           |       |            |                 |
| ۱۴   | فینیکس-گلندیل-میزا-سکاتزدیل     | ۴٬۱۹۲٬۸۸۷          | آریزونا                             |       |            |                 |
| ۱۵   | سیتل-تاکوما-بلویو               | ۳٬۴۳۹٬۸۰۹          | واشینگتن                            |       |            |                 |

اگر لس‌آنجلس بزرگ را متشکل از ریورساید، سن برناردینو، انتاریو، لانگ بیچ، سنتا آنا و خود شهر لس آنجلس حساب کنیم، این منطقه شهری بیش از ۱۷٬۸۰۰٬۰۰۰ سکنه خواهد داشت که پس از کلانشهر نیویورک بزرگ‌ترین منطقه شهری ایالات متحده خواهد بود.